# Caseritz

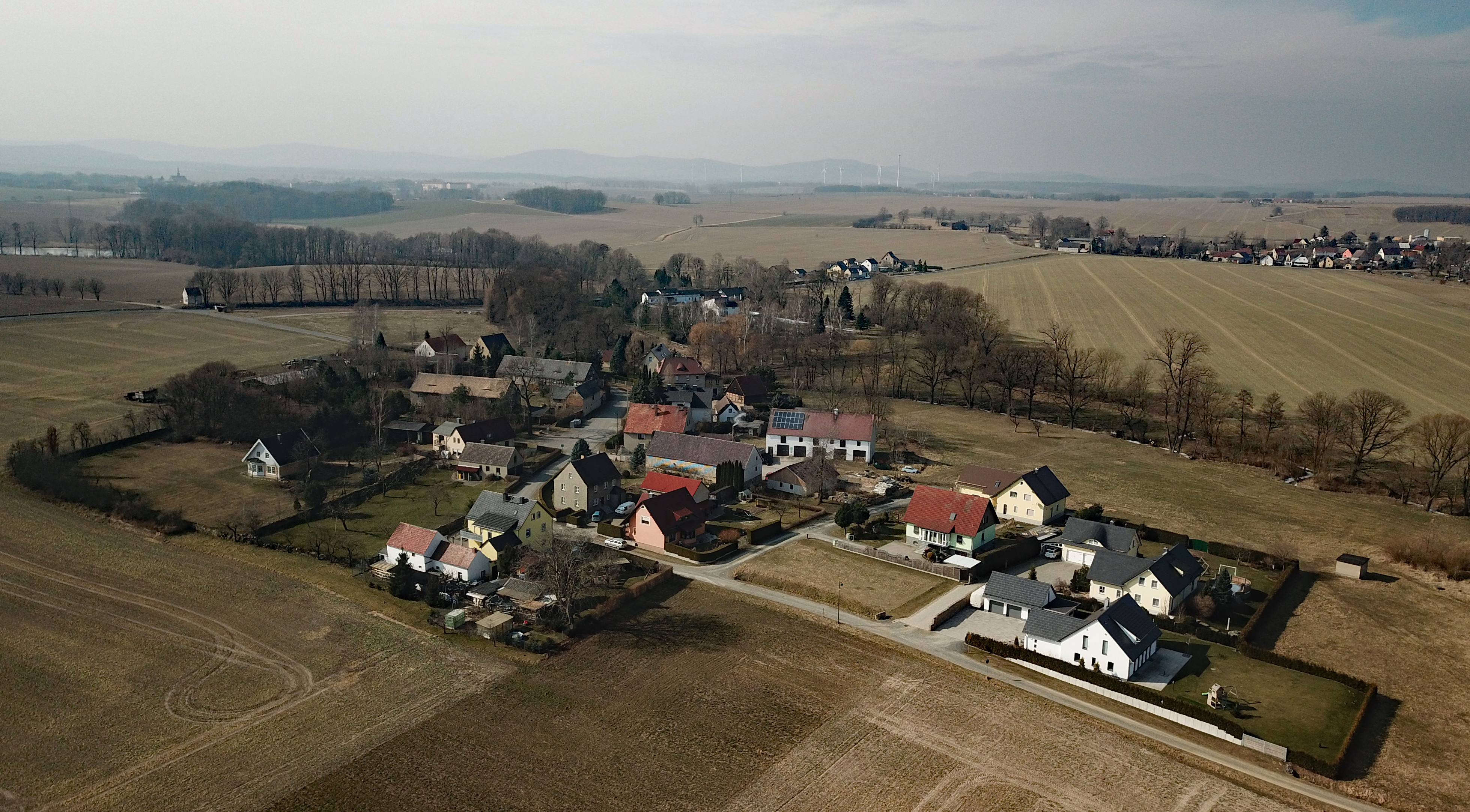
Luftbild

Caseritz, obersorbisch Kozarcyⓘ, ist ein Dorf im geographischen Zentrum des Landkreises Bautzen in Ostsachsen und gehört seit 1957 zur Gemeinde Crostwitz. Es hat 48 Einwohner und liegt im katholischen Kern des sorbischen Siedlungsgebiets in der Oberlausitz.
Der Ortsname leitet sich vom sorbischen Wort für Ziege (koza) bzw. Ziegenhirt (kozar) ab. Er bedeutet daher sinngemäß „Dorf der Ziegenhirten“. Die heutige deutsche Bezeichnung tauchte erstmals 1791 auf.

## Geografie
Der Ort befindet sich etwa 18 km nordwestlich der Großen Kreisstadt Bautzen und 10 km östlich von Kamenz auf 160 m ü. NN. Er liegt im „Oberland“ (Horjany) der ehemaligen Klosterpflege St. Marienstern am rechten Ufer des Klosterwassers. Die Nachbarorte sind Räckelwitz (N), Crostwitz (O), Panschwitz-Kuckau (S) und Höflein (W).

## Geschichte
Caseritz ist ein erweitertes Rundweilerdorf mit etwa 20 Gebäuden. Der Ort wurde erstmals 1327 als Kosericz erwähnt. Im 17. und 18. Jahrhundert war Caseritz im Besitz des nahegelegenen Klosters St. Marienstern.
Bis zum 1. Januar 1957 war Caseritz eine eigenständige Gemeinde im Kreis Kamenz, danach wurde der Ort nach Crostwitz eingemeindet.

## Bevölkerung
Im Jahr 1950 hatte Caseritz 64 Einwohner. Die Bevölkerungszahl ist seitdem um ein Drittel zurückgegangen.
Der Ort ist seit jeher nach Crostwitz gepfarrt. Nahezu alle Einwohner sind katholischen Glaubens. Caseritz ist eine Station des traditionellen Osterreitens an der Route von Panschwitz nach Crostwitz.
Für seine Statistik über die sorbische Bevölkerung in der Oberlausitz ermittelte Arnošt Muka in den achtziger Jahren des 19. Jahrhunderts eine Bevölkerungszahl von 79 Einwohnern; davon waren 77 Sorben (97 %) und 2 Deutsche. Ernst Tschernik zählte 1956 einen sorbischsprachigen Bevölkerungsanteil von noch 87,2 %.

## Wirtschaft und Infrastruktur
Von 1975 bis 2002 gab es im Ort ein beliebtes Freibad, das dann aufgrund von Baumängeln geschlossen werden musste. Wenige hundert Meter flussaufwärts befindet sich am Klosterwasser seit 1997 die größte Kläranlage des Zweckverbandes „Am Klosterwasser“.
Die Kreisstraße 9230 (Crostwitz-Nebelschütz) führt knapp südlich an Caseritz vorbei. Die Anschlussstelle Uhyst am Taucher der Autobahn 4 (Dresden-Görlitz) ist etwa 7 km entfernt.